# Laval-d’Aurelle
Laval-d’Aurelle korábbi község (település)  Franciaországban, Ardèche megyében. 2019. január 1-jén Saint-Laurent-les-Bains községgel egyesült és Saint-Laurent-les-Bains-Laval-d’Aurelle új község része lett.
Lakosainak száma 36 fő (2018. január 1.). Laval-d’Aurelle Montselgues, Saint-Laurent-les-Bains és Prévenchères községekkel határos.

## Népesség
A település népességének változása:
| Lakosok száma | 82   | 70   | 50   | 48   | 58   | 53   | 54   | 42   | 38   | 36   |
|               | 1968 | 1975 | 1982 | 1999 | 2006 | 2011 | 2013 | 2016 | 2017 | 2018 |